# Claude Balifre
Claude Balifre (Ballifre ou Baliffre), né vers 1550 et mort en 1625, est un chanteur haute-contre de la Chambre et de la Chapelle du roi, actif sous les règnes de Charles IX, Henri III, Henri IV et Louis XIII.

## Chanteur puis maître des enfants de la Chambre du roi
Sous le règne de Charles IX, Balifre est chantre (chanteur) haute-contre de la Chambre du roi, aux gages annuels de 200 livres tournois (lt), et parfois dénommé « un des chantres de la petite musicque ». Les premières mentions de son nom sur les rôles de paiement de la maison du roi datent de 1572.
En 1574, il figure sur la liste des musiciens qui reçoivent un habit pour les funérailles de Charles IX.
Sous le règne de Henri III (1575-1589), Balifre garde sa place de chantre de la Chambre (qui regroupe 17 chanteurs) et cumule avec une charge de valet de chambre. Il fait aussi partie de la « petite musicque » (qu’on suppose regrouper les meilleures voix, amenées à chanter dans les moments les plus intimes). Ses gages sont inchangés : 200 lt (soit 66 écus deux tiers).
Il fait également partie, avec d’autres musiciens de la Chambre du roi tels Salmon et Girard de Beaulieu, des membres de la Congrégation des Pénitents érigée par Henri III.
En 1575 il figure sur un rôle de paiement pour être défrayé d’être allé au-devant du roi, revenant de Pologne. C’est de tous les chantres de la Chambre celui qui est le plus souvent consigné sur les comptes de bouche dans les années 1570 et 1580, c’est-à-dire qu’il chantait souvent pendant les repas du roi. Il touchait à chaque fois 10 st. de gratification, dans quelque résidence qu’ils aient lieu.
Mais Balifre figure également en 1577 dans l’état de la maison de Louis de Lorraine, cardinal de Guise, parmi quatre autres chanteurs et un joueur de lire
En 1581, il fait partie des six chanteurs de la Chapelle et de la Chambre qui sont invités au Puy de musique d’Évreux.
Sous Henri IV, Balifre obtient (avant septembre 1594) la charge de maître des enfants de la musique de la Chambre ; il est encore cité comme tel jusqu'en 1603, en 1619 et en 1623. Peu avant sa mort, il transmet la survivance de cette charge à son fils Mathias Balifre.

## À la Chapelle du roi
Le 21 mars 1583, Claude Balifre se voit accorder par Henri III une place de chantre de sa Chapelle, celle qui était devenue vacante par la mort de Robert Mothe.
Il fait partie cette même année des huit chantres (sept de la Chambre, un de la Chapelle) qui sont inscrits par Henri III parmi les officiers de la Congrégation royale des Pénitents de l’Annonciation de Notre-Dame. Il chante dès lors régulièrement aux offices de la Confrérie du Saint-Esprit instituée par Henri III, jusque sous le règne de Henri IV ; un paiement de 40 écus est accordé pour lui ainsi qu’aux autres chantres de la Chambre pour avoir assisté aux cérémonies de trois jours de la fête du Saint-Esprit en l’église Saint-Augustin.
Il sollicite, avec un placet du 7 mars 1587, de recevoir les deux canonicats de Saint-Pierre de Corbeil (refusé) et de Saint-Thomas du Louvre (accordé). Il sollicite encore le 2 mai 1587 de recevoir deux prébendes dans l’évêché de Lusson (toutes deux refusées).

## Famille et descendance
Claude Balifre se marie avec Louise Rescyon [Ression]. Il baptise sa fille Geneviève le 15 octobre 1576 à l’église Saint-Paul. Celle-ci épousera le peintre Daniel Dumonstier, avec une dot de 4200 lt, le 13 mai 1602. On connaît son inventaire après décès (12 mars 1629), riche de nombreux livres de musique et d’instruments.
Il baptise son fils Jean le 23 janvier 1580 à Saint-Eustache, une fille le 10 janvier 1584 à Saint-Eustache et son fils Mathias le 3 novembre 1585 à Saint-Germain l’Auxerrois. Celui-ci lui succédera dans la charge de maître des enfants de la musique de la Chambre en 1625.
Il baptise encore sa fille Ursinne le 7 décembre 1588 à Saint-Merry, puis le 5 avril 1614 Charles, à Saint-Sulpice, né de son remariage avec Louise de Vivonne.
Une fille Claude est également connue, qui épouse Henry Le Bailly, surintendant de la musique de la Chambre du roi, avec une dot de 5000 lt et des joyaux. Une autre fille, Geneviève, s'est mariée avec Daniel Dumonstier en l'église Saint-Eustache, le 20 mai 1602 (décédée le 5 décembre 1628).
Quelques actes de parrainage révèlent des liens avec des membres de la musique du roi : Louise Rescyon est marraine d’un fils de Pierre Guédron le 6 février 1597, tandis que Claude est parrain en 1618 d’une fille du chantre d’Antoine Outrebon et en 1614 d’une fille du luthiste Gabriel Bataille.
Le 19 décembre 1625, Claude Balifre est inhumé en l’église Saint-Eustache. L’inventaire après décès de son gendre Henry Le Bailly donne des éléments sur les maisons et terrains à bâtir qui avaient été achetés et construits par Claude Balifre, notamment dans le quartier de la rue des Petits-Champs et dans la « rue Balifre ». Il avait aussi impliqué son gendre dans certaines de ses affaires.
Il avait demeuré en plusieurs adresses : rue de la Grande Truanderie (1580), rue des Bons-Enfants (1584), rue des Petits-Champs (1598), rue des Prêcheurs (1610) et rue Balifre (1625).
Sa signature est reproduite dans Jurgens 1967 p. 65.